# Rhodobryum domingense
Rhodobryum domingense là một loài Rêu trong họ Bryaceae. Loài này được (Brid.) Besch. miêu tả khoa học đầu tiên năm 1901.